# Torneo de Marrakech
El Torneo de Marrakech (también denominado Grand Prix Hassan II) es un torneo oficial de tenis masculino que se disputa anualmente en la ciudad de Marrakech desde el año 2016, siendo Casablanca su anterior sede. Este evento es el único torneo profesional de la ATP que se disputa en el país magrebí y lo hace sobre tierra batida al aire libre. Comenzó a disputarse en 1986 como un torneo Challenger y en 1990 adquirió categoría de torneo ATP, aunque no se disputó en 1991. Actualmente está dentro del calendario masculino en la categoría ATP 250.
El tenista que más veces ha ganado el torneo es el español Pablo Andújar con 3 títulos. 

## Palmarés

### Individual masculino
| Año        | Campeón                                  | Subcampeón                               | Resultado                                |
| ---------- | ---------------------------------------- | ---------------------------------------- | ---------------------------------------- |
| 1992       | Guillermo Pérez Roldán                   | Germán López                             | 2-6, 7-5, 6-3                            |
| 1993       | Guillermo Pérez Roldán                   | Younes El Aynaoui                        | 6-4, 6-3                                 |
| 1994       | Renzo Furlan                             | Karim Alami                              | 6-2, 6-2                                 |
| 1995       | Gilbert Schaller                         | Albert Costa                             | 6-4, 6-2                                 |
| 1996       | Tomás Carbonell                          | Gilbert Schaller                         | 7-5, 1-6, 6-2                            |
| 1997       | Hicham Arazi                             | Franco Squillari                         | 3-6, 6-1, 6-2                            |
| 1998       | Andrea Gaudenzi                          | Álex Calatrava                           | 6-1, 5-7, 6-4                            |
| 1999       | Alberto Martín                           | Fernando Vicente                         | 6-3, 6-4                                 |
| 2000       | Fernando Vicente                         | Sébastien Grosjean                       | 6-4, 4-6, 7-6(3)                         |
| 2001       | Guillermo Cañas                          | Tommy Robredo                            | 7-5, 6-2                                 |
| 2002       | Younes El Aynaoui                        | Guillermo Cañas                          | 3-6, 6-3, 6-2                            |
| 2003       | Julien Boutter                           | Younes El Aynaoui                        | 6-2, 2-6, 6-1                            |
| 2004       | Santiago Ventura                         | Dominik Hrbaty                           | 6-3, 1-6, 6-4                            |
| 2005       | Mariano Puerta                           | Juan Mónaco                              | 6-4, 6-1                                 |
| 2006       | Daniele Bracciali                        | Nicolás Massú                            | 6-1, 6-4                                 |
| 2007       | Paul-Henri Mathieu                       | Albert Montañés                          | 6-1, 6-1                                 |
| 2008       | Gilles Simon                             | Julien Benneteau                         | 7-5, 6-2                                 |
| 2009       | Juan Carlos Ferrero                      | Florent Serra                            | 6-4, 7-5                                 |
| 2010       | Stan Wawrinka                            | Victor Hanescu                           | 6-2, 6-3                                 |
| 2011       | Pablo Andújar                            | Potito Starace                           | 6-1, 6-2                                 |
| 2012       | Pablo Andújar                            | Albert Ramos                             | 6-1, 7-6(5)                              |
| 2013       | Tommy Robredo                            | Kevin Anderson                           | 7-6(6), 4-6, 6-3                         |
| 2014       | Guillermo García López                   | Marcel Granollers                        | 5-7, 6-4, 6-3                            |
| 2015       | Martin Klizan                            | Daniel Gimeno Traver                     | 6-2, 6-2                                 |
| 2016       | Federico Delbonis                        | Borna Ćorić                              | 6-2, 6-4                                 |
| 2017       | Borna Ćorić                              | Philipp Kohlschreiber                    | 5-7, 7-6(3), 7-5                         |
| 2018       | Pablo Andújar                            | Kyle Edmund                              | 6-2, 6-2                                 |
| 2019       | Benoît Paire                             | Pablo Andújar                            | 6-2, 6-3                                 |
| 2020- 2021 | No disputado por la pandemia de COVID-19 | No disputado por la pandemia de COVID-19 | No disputado por la pandemia de COVID-19 |
| 2022       | David Goffin                             | Alex Molčan                              | 3-6, 6-3, 6-3                            |
| 2023       | Roberto Carballés                        | Alexandre Müller                         | 4-6, 7-6(3), 6-2                         |
| 2024       | Matteo Berrettini                        | Roberto Carballés                        | 7-5, 6-2                                 |
| 2025       | Luciano Darderi                          | Tallon Griekspoor                        | 7-6(3), 7-6(4)                           |

### Dobles masculino
| Año        | Campeones                                | Subcampeones                             | Resultado                                |
| ---------- | ---------------------------------------- | ---------------------------------------- | ---------------------------------------- |
| 1992       | Horacio de la Peña Jorge Lozano          | Girts Dzelde T.J. Middleton              | 2-6, 6-4, 7-6                            |
| 1993       | Mike Bauer Piet Norval                   | Girts Dzelde Goran Prpić                 | 7-5, 7-6                                 |
| 1994       | David Adams Menno Oosting                | Cristian Brandi Federico Mordegan        | 6-3, 6-4                                 |
| 1995       | Tomás Carbonell Francisco Roig           | Emanuel Couto João Cunha-Silva           | 6-4, 6-1                                 |
| 1996       | Jiří Novák David Rikl                    | Tomás Carbonell Francisco Roig           | 7-6, 6-3                                 |
| 1997       | João Cunha-Silva Nuno Marques            | Karim Alami Hicham Arazi                 | 7-6, 6-2                                 |
| 1998       | Andrea Gaudenzi Diego Nargiso            | Cristian Brandi Filippo Messori          | 6-4, 7-6                                 |
| 1999       | Fernando Meligeni Jaime Oncins           | Massimo Ardinghi Vincenzo Santopadre     | 6-2, 6-3                                 |
| 2000       | Arnaud Clément Sébastien Grosjean        | Lars Burgsmüller Andrew Painter          | 7-6, 6-4                                 |
| 2001       | Michael Hill Jeff Tarango                | Pablo Albano David Macpherson            | 7-6, 6-3                                 |
| 2002       | Stephen Huss Myles Wakefield             | Martín García Luis Lobo                  | 6-4, 6-2                                 |
| 2003       | František Čermák Leoš Friedl             | Devin Bowen Ashley Fisher                | 6-3, 7-5                                 |
| 2004       | Enzo Artoni Fernando Vicente             | Yves Allegro Michael Kohlmann            | 3-6, 6-0, 6-4                            |
| 2005       | František Čermák Leoš Friedl             | Martín García Luis Horna                 | 6-4, 6-3                                 |
| 2006       | Julian Knowle Jürgen Melzer              | Michael Kohlmann Alexander Waske         | 6-3, 6-4                                 |
| 2007       | Jordan Kerr David Škoch                  | Łukasz Kubot Oliver Marach               | 7-6, 1-6, [10-4]                         |
| 2008       | Albert Montañés Santiago Ventura         | James Cerretani Todd Perry               | 6-1, 6-2                                 |
| 2009       | Łukasz Kubot Oliver Marach               | Simon Aspelin Paul Hanley                | 7-6(4), 3-6, [10-6]                      |
| 2010       | Horia Tecau Robert Lindstedt             | Rohan Bopanna Aisam-Ul-Haq Qureshi       | 6-2, 3-6, [10-7]                         |
| 2011       | Horia Tecau Robert Lindstedt             | Colin Fleming Igor Zelenay               | 6-2, 6-1                                 |
| 2012       | Dustin Brown Paul Hanley                 | Daniele Bracciali Fabio Fognini          | 7-5, 6-3                                 |
| 2013       | Julian Knowle Filip Polášek              | Dustin Brown Christopher Kas             | 6-3, 6-2                                 |
| 2014       | Jean-Julien Rojer Horia Tecău            | Tomasz Bednarek Lukáš Dlouhý             | 6-2, 6-2                                 |
| 2015       | Rameez Junaid Adil Shamasdin             | Rohan Bopanna Florin Mergea              | 3-6, 6-2, [10-7]                         |
| 2016       | Guillermo Durán Máximo González          | Marin Draganja Aisam-ul-Haq Qureshi      | 6-2, 3-6, [10-6]                         |
| 2017       | Dominic Inglot Mate Pavić                | Marcel Granollers Marc López             | 6-4, 2-6, [11-9]                         |
| 2018       | Nikola Mektić Alexander Peya             | Benoît Paire Édouard Roger-Vasselin      | 7-5, 3-6, [10-7]                         |
| 2019       | Jürgen Melzer Franko Škugor              | Matwé Middelkoop Frederik Nielsen        | 6-4, 7-6(6)                              |
| 2020- 2021 | No disputado por la pandemia de COVID-19 | No disputado por la pandemia de COVID-19 | No disputado por la pandemia de COVID-19 |
| 2022       | Rafael Matos David Vega Hernández        | Andrea Vavassori Jan Zieliński           | 6-1, 7-5                                 |
| 2023       | Marcelo Demoliner Andrea Vavassori       | Alexander Erler Lucas Miedler            | 6-4, 3-6, [12-10]                        |
| 2024       | Harri Heliövaara Henry Patten            | Alexander Erler Lucas Miedler            | 3-6, 6-4, [10-4]                         |
| 2025       | Petr Nouza Patrik Rikl                   | Hugo Nys Édouard Roger-Vasselin          | 6-3, 6-4                                 |